# Боалкхали
Боалкхали (бенг. বোয়ালখালী, англ. Boalkhali) — город на юго-востоке Бангладеш, административный центр одноимённого подокруга. Площадь города равна 19,35 км². По данным переписи 2001 года, в городе проживало 58 292 человека, из которых мужчины составляли 53,03 %, женщины — соответственно 46,97 %. Плотность населения равнялась 3013 чел. на 1 км². Уровень грамотности населения составлял 43,4 % (при среднем по Бангладеш показателе 43,1 %). Город получил своё название в честь известного суфийского святого.